# Pangradin
Pangradin is een bestuurslaag in het regentschap Bogor van de provincie West-Java, Indonesië. Pangradin telt 5654 inwoners (volkstelling 2010).